# Гомес, Шэннон
Шэннон Гомес (англ. Shannon Gomez; род. 5 октября 1996, Чагуанас, Тринидад и Тобаго) — тринидадский футболист, защитник.

## Клубная карьера
Воспитанник клуба «Сан-Хуан Джаблоти». Свою взрослую карьеру Гомес начал в другой тринидадской команде «Дабл-Ю Коннекшн».
В марте 2016 года Гомес на правах аренды перешёл в клуб MLS «Нью-Йорк Сити». Его дебют за «Нью-Йорк Сити» состоялся 15 июня в матче в рамках Открытого кубка США против «Нью-Йорк Космос». В июле защитник во время тренировки порвал переднюю крестообразную связку колена, из-за чего пропустил оставшуюся часть сезона 2016. По окончании сезона 2016 «Нью-Йорк Сити» выкупил Гомеса у «Дабл-Ю Коннекшн» согласно опции в договоре аренды. В июне 2017 года тринидадец был отдан в аренду в клуб USL «Питтсбург Риверхаундс». Во второй американской лиге он дебютировал 4 июля в матче против «Шарлотт Индепенденс». После завершения сезона 2017 «Нью-Йорк Сити» не продлил контракт с Гомесом.
7 февраля 2018 года Гомес подписал контракт с клубом USL «Сакраменто Рипаблик». За клуб из столицы Калифорнии он дебютировал 17 марта в матче первого тура сезона 2018 против «Сан-Антонио». По окончании сезона 2021 контракт Гомеса с «Сакраменто Рипаблик» истёк.
13 января 2022 года Гомес подписал контракт с «Сан-Антонио». Дебютировал за «Сан-Антонио» 12 марта в матче стартового тура сезона 2022 против «Детройт Сити». 30 июля в матче против «Лос-Анджелес Гэлакси II» забил свой первый гол за «Сан-Антонио». 5 декабря «Сан-Антонио» продлил контракт с Гомесом на сезон 2023 согласно опции.

## Международная карьера
В 2015 году Шэннон Гомес стал вызываться в молодёжную сборную Тринидада и Тобаго. В то же время он получил вызов в главную национальную команду страны. Дебютировал за неё защитник 27 марта, выйдя на замену в товарищеском матче против сборной Панамы, в котором тринидадцы уступили на своём поле со счётом 0:1.
Был включён в состав сборной на Золотой кубок КОНКАКАФ 2023.